# Xi2 Centauri
Xi2 Centauri (ξ2 Cen, ξ2 Centauri) é um sistema estelar triplo na constelação de Centaurus. Possui uma magnitude aparente visual de 4,27, sendo visível a olho nu em boas condições de visualização. Com base na paralaxe de 6,60 mas da estrela terciária, medida com precisão pela sonda Gaia, está localizado a uma distância de aproximadamente 494 anos-luz (152 parsecs) da Terra.
O componente primário do sistema, ξ2 Centauri A, é uma binária espectroscópica de linha única com um período de 7,65 dias e excentricidade de 0,35. A estrela primária é uma estrela de classe B da sequência principal com um tipo espectral de B1.5 V. Tem uma massa de 8,1 vezes a massa solar e está irradiando 1700 vezes a luminosidade solar de sua fotosfera a uma temperatura efetiva de 20 900 K.
A uma distância angular de 25,1 segundos de arco na esfera celeste está a terceira estrela do sistema, ξ2 Centauri B, uma estrela de classe F (F7) da pré-sequência principal com uma magnitude aparente de 9,38. Tem uma massa de 1,22 massas solares e está brilhando com 7,4 vezes a luminosidade solar, a uma temperatura efetiva de 6 166 K. Também designada V1261 Centauri, é uma estrela variável do tipo BY Draconis, em que a variabilidade é causada por manchas estelares na superfície, que entram e saem da linha de visão da Terra conforme a estrela rotaciona. Apresenta uma variação de magnitude de 0,08 com um período de 3,8 dias, que corresponde ao período de rotação da estrela. Ela está a cerca de 3 000 UA do par central e leva cerca de 41 500 anos para completar uma órbita.
Xi2 Centauri é membro do subgrupo Centaurus Inferior-Crux da associação Scorpius–Centaurus, a associação OB mais próxima do Sol. O sistema tem uma idade próxima de 10-20 milhões de anos; estimativas independentes calcularam idades de 11,5 ± 3,7 milhões de anos para ξ2 Cen A e 11-22 milhões de anos para ξ2 Cen B. Possui uma velocidade peculiar de 16,2 ± 4,2 km/s, não sendo suficiente para ser considerada uma possível estrela fugitiva.